# NTL Translohr
Il New Translohr o NewTL è un sistema di trasporto a guida vincolata su gomma; il termine indica altresì, per estensione, il relativo veicolo tranviario dedicato. Prodotto in Francia, è stato originariamente sviluppato dalla Lohr ma dal 2012 è di proprietà di Alstom (51%) e del Fonds stratégique d'investissement di proprietà dello Stato francese (49%) tramite la società NewTL.
La nuova generazione, chiamata "Neoval" (Cityval per le reti urbane, Airval per brevi collegamenti con gli aeroporti), della metropolitana leggera automatica su gomma della Siemens Transportation Systems, la cosiddetta VAL, si proponeva di utilizzare la stessa infrastruttura del Translohr per quanto riguarda l'uso di un'unica rotaia centrale e la disposizione a 45° delle ruote di guida metalliche presenti nei veicoli. I veicoli sono prodotti dalla Siemens.

## Il sistema
L'infrastruttura è essenzialmente composta da una piattaforma di cemento armato larga 2,2 m, dotata di una singola rotaia centrale di guida e di una linea aerea per l'alimentazione elettrica, con il ritorno della corrente attraverso la rotaia. Il veicolo è dotato di pneumatici (prodotti esclusivamente dalla Michelin e montati su ruote in alluminio forgiato prodotte dall'Alcoa) per la trazione e il sostentamento e di una serie di coppie di ruote metalliche, disposte a V, che insistono sulla rotaia, guidando quindi la vettura; per ogni coppia di pneumatici sono presenti due coppie di ruote metalliche. Le ruote metalliche sono ricoperte di un materiale composito; in questo modo viene evitato il contatto diretto ruote-rotaia, garantendo una silenziosità maggiore, minori vibrazioni e minore usura della rotaia.
Il sistema di frenatura è di tipo stradale, in quanto i freni sono montati sulle ruote gommate, dotate del sistema ABS.
Il veicolo, come i classici tram, non ha nessuna possibilità di circolare svincolato dalla rotaia, pertanto è privo di sistema sterzante sulle ruote gommate; per l'alimentazione elettrica dalla linea aerea è presente un normale pantografo di tipo tranviario. Il Translohr di Padova viaggia per un breve tratto a pantografo abbassato, grazie a delle batterie, che si ricaricano durante il tragitto.
Il sistema, come per i tram tradizionali, prevede scambi ed incroci. Gli scambi sono realizzati in due diversi modelli: un modello presenta una coppia di spezzoni rigidi di rotaia, uno per il corretto tracciato e l'altro per la deviata; l'altro modello è invece costituito da un unico spezzone flessibile. Gli incroci presentano invece un breve tratto di rotaia girevole, che può quindi allinearsi lungo uno o l'altro percorso a seconda delle esigenze.
|  |  |  |  |

## I veicoli
Il Translohr è stato inizialmente prodotto in una versione modulare, chiamate STE, con due cabine di guida una per ogni estremità e porte su entrambi i lati. Nel corso del 2013 nel sito internet della società è stata inserita una nuova versione del veicolo chiamata Translohr Prime, in progetto per alcune città ma non ancora in produzione.
Sono inoltre esistenti altri due modelli STE, non commercializzati, denominati S e ST. Il modello S ha la particolarità di poter circolare svincolato dalla rotaia ed è pertanto dotato di sterzo; inoltre è stata anche studiata la possibilità di dotarlo di coppie di aste analogamente ai filobus per poter circolare comunque a trazione elettrica al di fuori della via guidata, analogamente al TVR di Nancy (Francia).

### Il veicolo STE

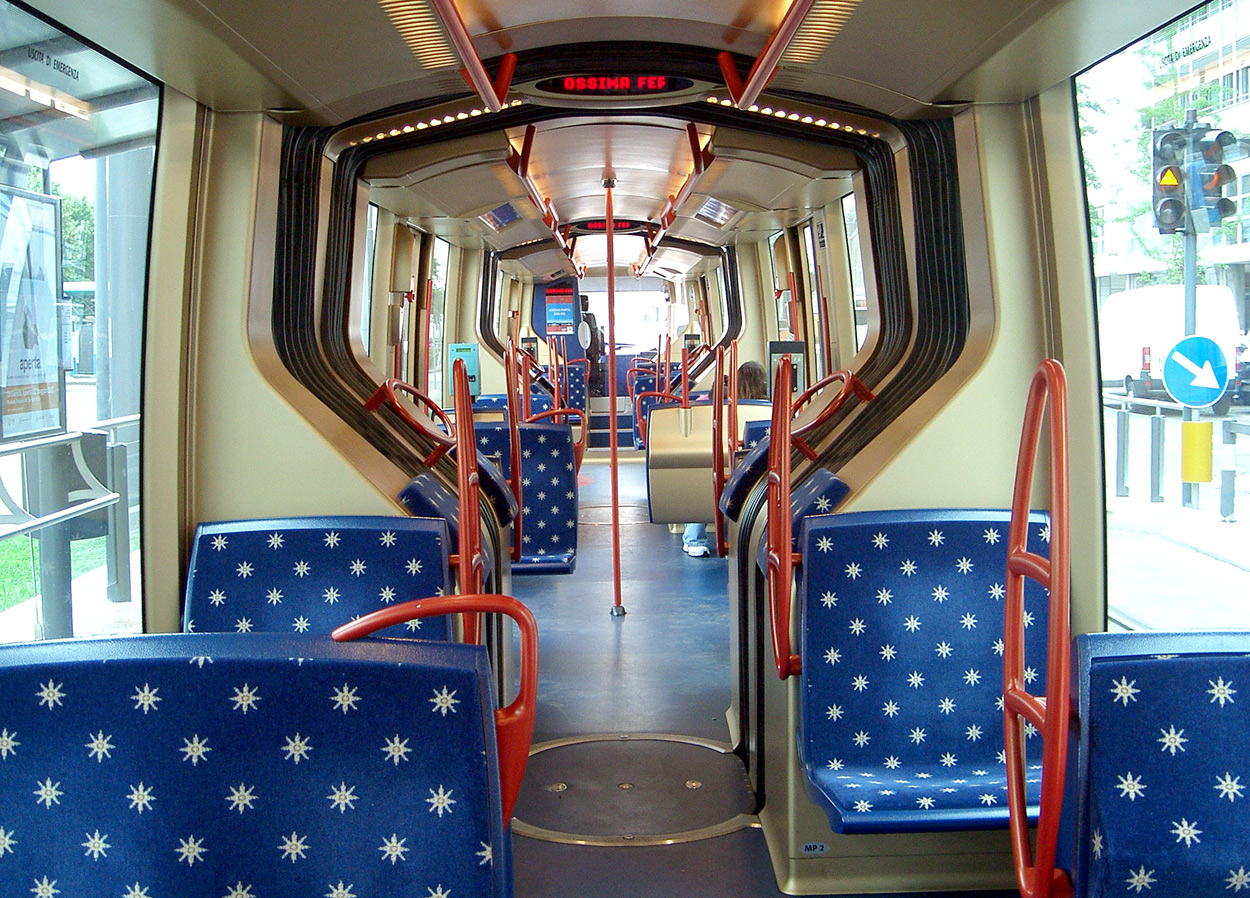
L'interno del Translohr di Padova. Le differenze tra le varie versioni, oltre al numero di elementi, sono i colori. Sui mezzi usati nella città veneta, i sedili riprendono il cielo stellato degli affreschi di Giotto nella Cappella degli Scrovegni.

È in produzione un veicolo bidirezionale di concezione modulare, denominato con la sigla STE seguita dal numero di elementi che lo compongono: ogni veicolo presenta un elemento dotato di cabina di guida ad ogni estremità più un certo numero (o nessuno) di elementi centrali, il tutto collegato da articolazioni. Le combinazioni possibili sono:
- STE3 (3 elementi, 25 m)
- STE4 (4 elementi, 32 m)
- STE5 (5 elementi, 39 m)
- STE6 (6 elementi, 46 m)

La versione STE2 (2 elementi, lunghezza 18 m) non è commercializzata.

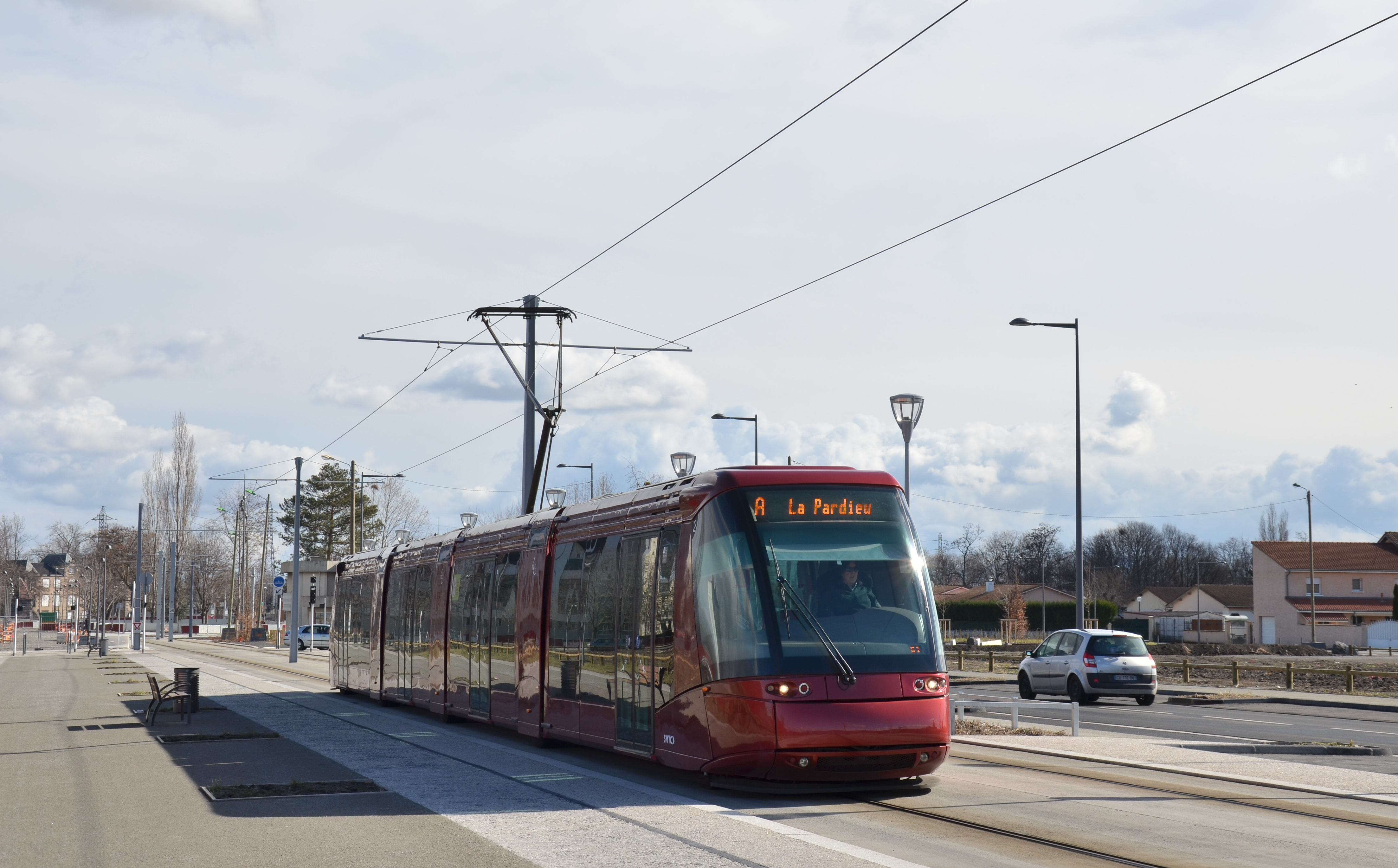
Il Translohr STE4 di Clermont-Ferrand

È anche possibile accoppiare in doppia trazione a comando multiplo due STE3, ottenendo un treno con lunghezza totale di 51 m. Larghezza ed altezza sono rispettivamente di 2,20 m e 2,89 m, mentre il pianale ha un'altezza di 25 cm da terra. Il complesso di pneumatici e ruote di guida è posto sotto ad entrambe le cabine di guida ed in corrispondenza di ogni articolazione. Completa la dotazione del veicolo un gruppo di accumulatori che permette la circolazione del mezzo a pantografo abbassato per brevi tratte. Tutte le vetture STE hanno un raggio di curvatura pari a 10,5 m considerando la rotaia (considerando l'ingombro delle carrozze il raggio di curvatura è pari a 11,92 m). La superficie vetrata dei mezzi STE è pari al 70%.

### I veicoli Prime
I veicoli Prime si differenziano dai veicoli STE principalmente per il fatto che non sono bidirezionali, avendo una sola cabina di guida. Rispetto a un analogo veicolo STE la capacità di trasporto è maggiore del 6%.

## Linee attive
Ad oggi vi sono cinque città, in tre nazioni diverse, dotate di infrastrutture di questo tipo.

### Clermont-Ferrand
La linea di Clermont-Ferrand (denominata A), in Francia, è stata inaugurata ufficialmente il 14 ottobre 2006, mentre l'esercizio regolare è cominciato il 13 novembre sul percorso da Champratel al capolinea provvisorio di Chu Gabriel-Montpied. Infine, il 27 agosto 2007, la linea A è stata completata con l'apertura della tratta Chu Gabriel-Montpied - La Pardieu Gare raggiungendo una lunghezza di 14 km. Attualmente il parco comprende 20 veicoli tipo STE4. Il gestore è T2C.

### Medellin

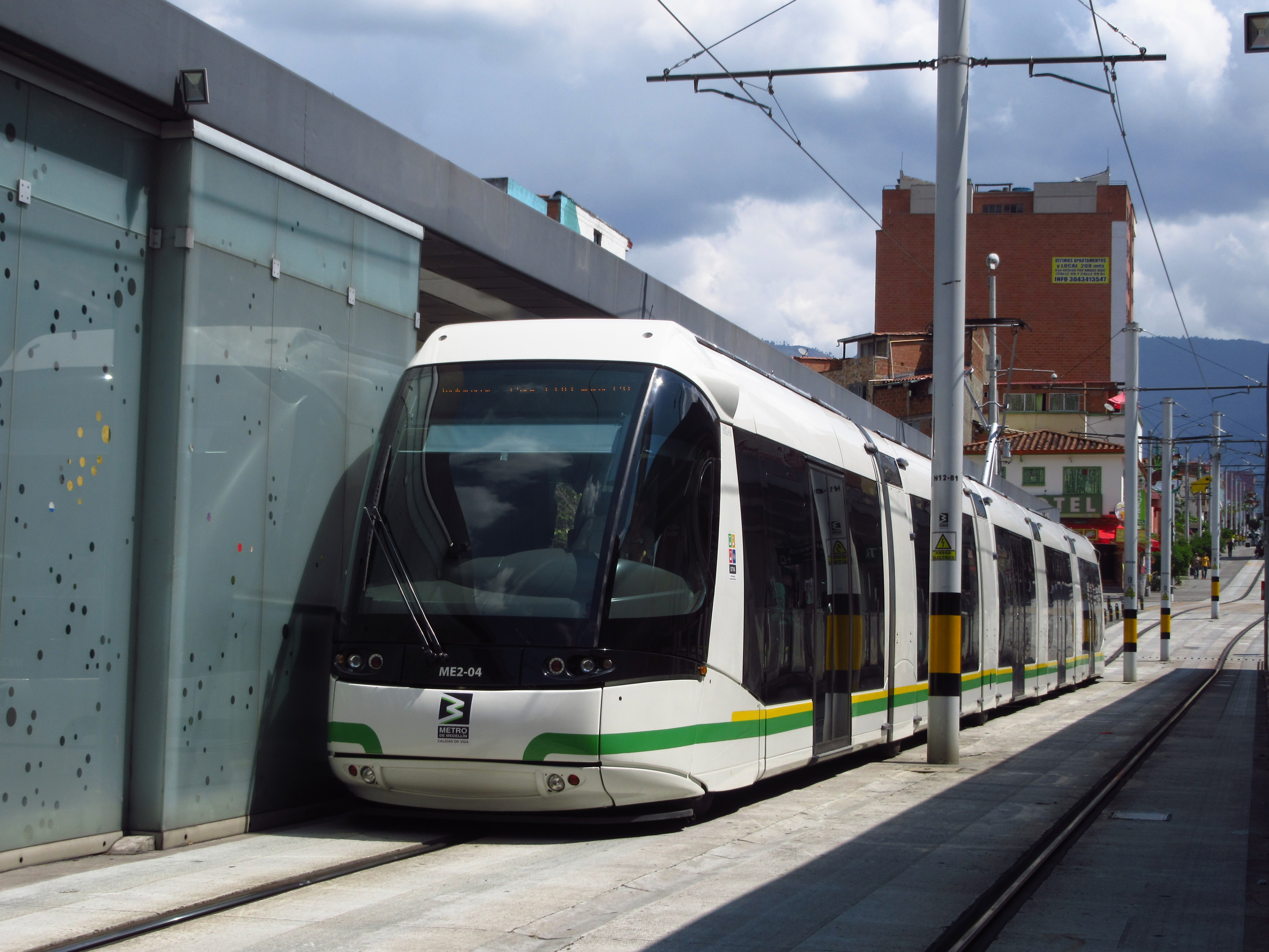
Translohr ST5 a Medellín.

A Medellín, in Colombia, una linea di 5 km collega la stazione San Antonio della linea B della metropolitana con la stazione Alejandro Echavarría. La linea utilizza 12 mezzi a 5 casse (STE5) e affronta pendenze in certi tratti del 12%. La linea è stata inaugurata il 20 ottobre 2015 mentre l'esercizio commerciale è iniziato il mese successivo.

### Venezia
La linea T1 di Favaro-MestreFS della rete tranviaria di Venezia è stata inaugurata il 19 dicembre 2010 e collega Favaro Veneto a Mestre. Dal 2015 la rete è composta da due linee: la T1 Favaro-Mestre-Venezia e la T2 Mestre-Marghera.
Sono presenti 20 vetture di tipo STE4.

### Padova
La prima linea di Padova, denominata SIR1 (Sistema Intermedio a Rete), è stata inaugurata il 24 marzo 2007 sul percorso Stazione FS - Capolinea Sud, della lunghezza di circa 6,7 km. All'inizio il servizio fu limitato ad una corsa ogni 35 minuti con due vetture in servizio e con l'attività sospesa nei festivi. La linea è entrata a regime il 29 ottobre 2007 con corse ogni 8 minuti. Il parco attualmente comprende 18 veicoli di tipo STE3; il servizio effettuato quotidianamente ne richiede 12, mentre gli altri rimangono fermi in manutenzione oppure restano disponibili come vetture di riserva. Dal 5 dicembre 2009 è stata prolungata la tratta dalla stazione FS al capolinea nord - Pontevigodarzere, per una lunghezza totale della linea di circa 10,3 km e la frequenza portata a 7 minuti. Il 10 giugno 2019 un mezzo in servizio sulla linea SIR1 è deragliato invadendo la corsia opposta in un tratto promiscuo finendo la sua corsa in un fosso. Nel 2022 si è proceduto all'assegnazione dei lavori per la linea SIR 3.

### Parigi
L'Ile-de-France per la sua prima linea di tram su gomma, denominata linea T5, che unisce Saint-Denis con Sarcelles con un percorso di 6,6 km ha scelto il Translohr; a Saint-Denis vi sono le coincidenze con la linea tranviaria T1 (Saint-Denis - Noisy-le-Sec) e con la linea D del RER (Réseau Express Régional d'Île-de-France). La flotta è composta da 15 vetture STE3. La linea è attiva dal 29 luglio 2013.
Una seconda linea Translohr, la T6, collega Châtillon e Viroflay dal 13 dicembre 2014. La flotta è composta da veicoli a 6 casse.

### Galleria d'immagini

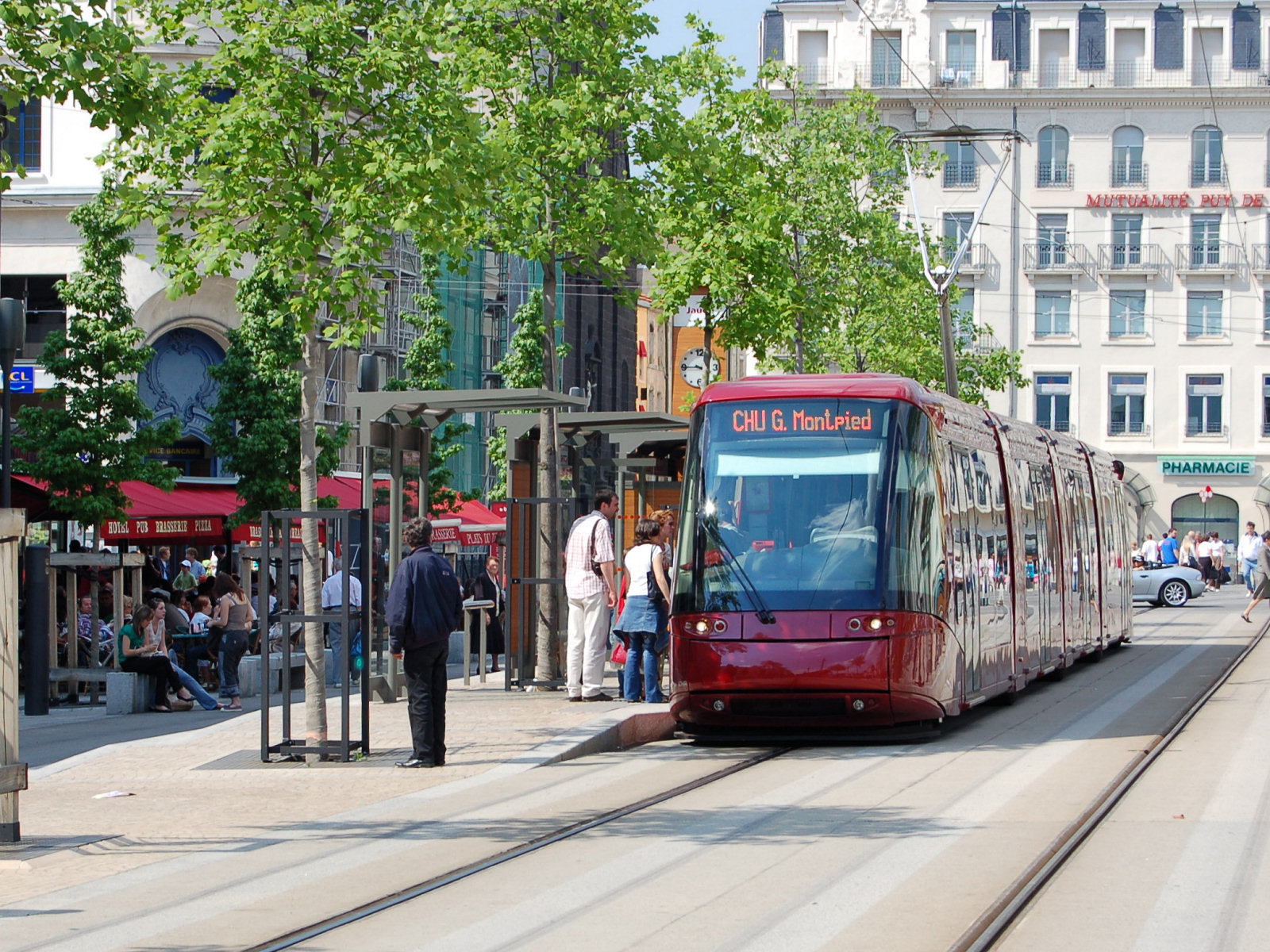
Clermont-Ferrand
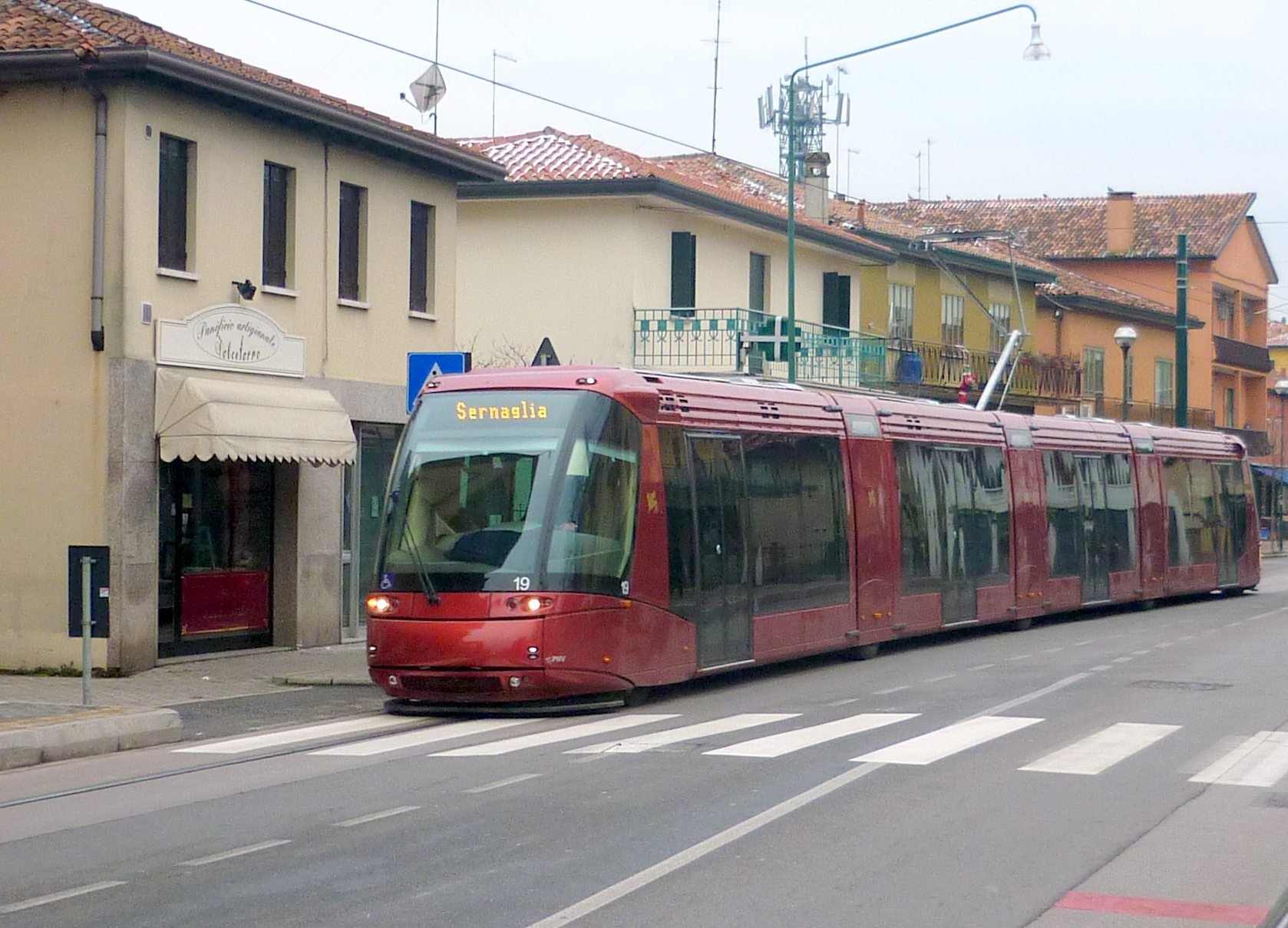
Venezia
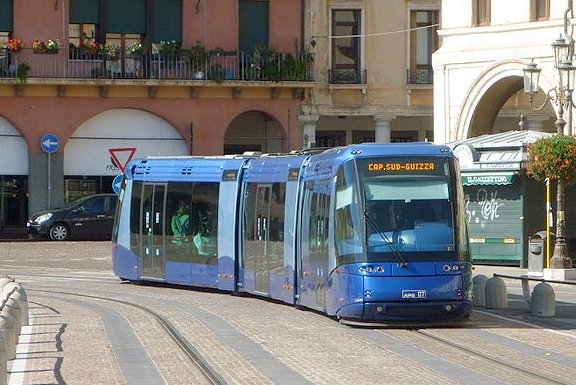
Padova
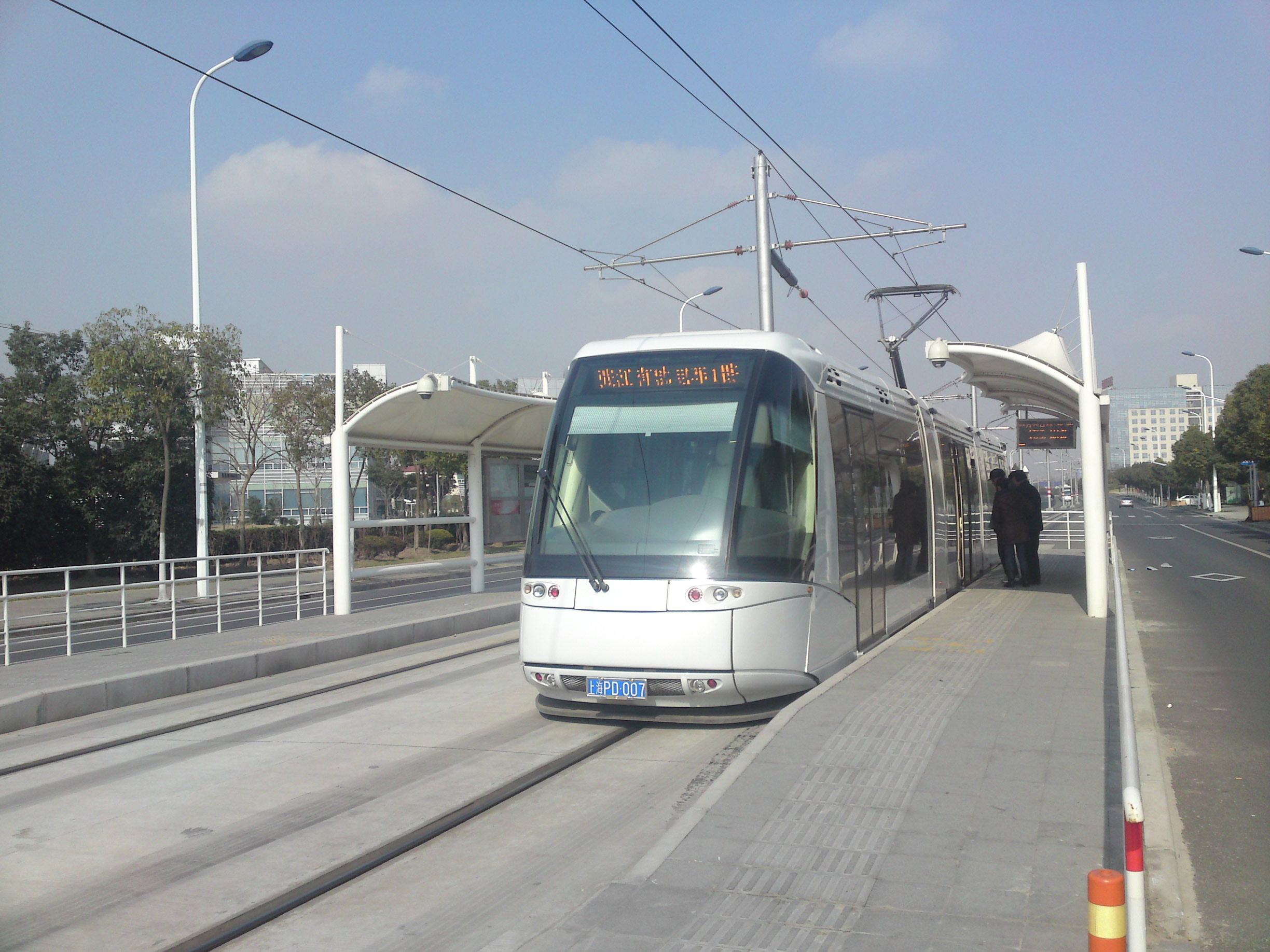
Shanghai
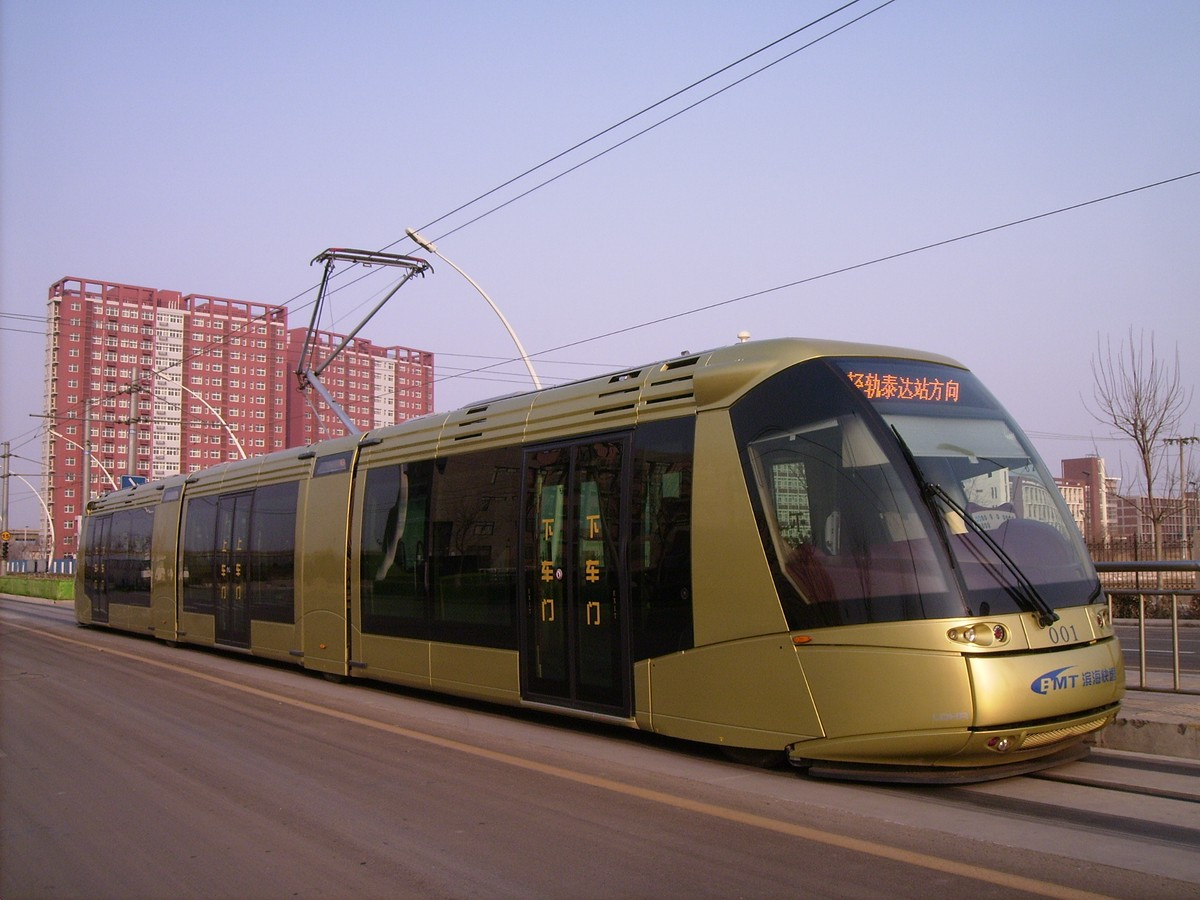
Tianjin
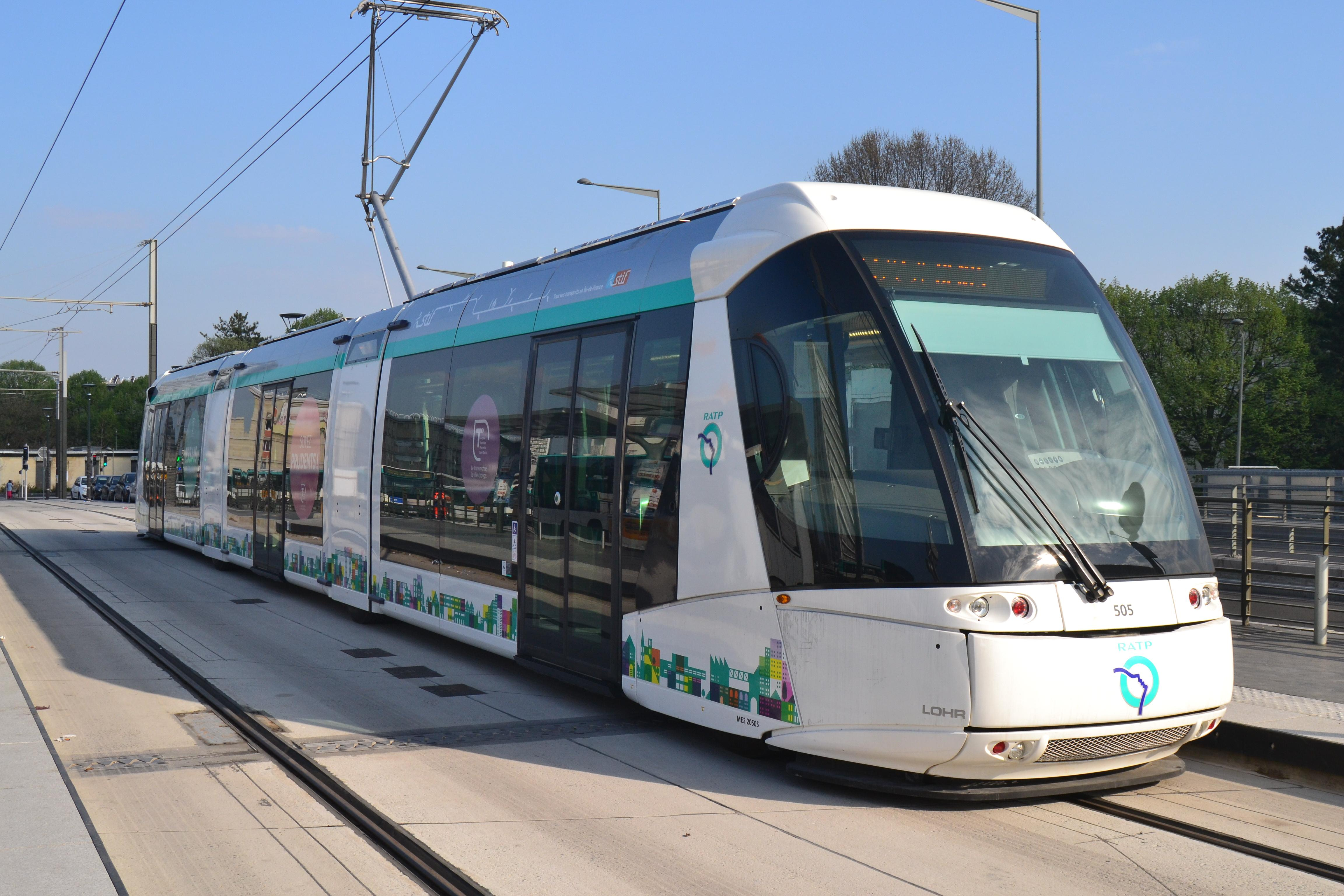
Ile-de-France

## Linee abbandonate

### Tianjin
La linea della città cinese di Tianjin, chiamata Dongting Street Test Line, è stata inaugurata il 6 dicembre 2006. Lunga circa 8 km, collegava la stazione TEDA con la cittadella universitaria ed era servita da 8 vetture tipo STE3. La circolazione sulla linea è stata definitivamente sospesa nel giugno 2023 e un mese più tardi ne è stato annunciato lo smantellamento.

### Shanghai
Shanghai è stata la seconda città cinese a dotarsi di una linea Translohr, con una linea di 9 km nel nuovo High Technology Park di Zhangjang. La flotta era composta da 9 vetture STE3. Il pre-esercizio è iniziato nell'agosto del 2009. L'entrata effettiva in esercizio è avvenuta il 31 dicembre 2009.
La circolazione sulla linea è stata interrotta defitivamente il primo giugno 2023 e sostituita da autobus.

### L'Aquila
All'Aquila era prevista una linea con percorso Coppito - Centro storico - Terminal Collemaggio, per una lunghezza di 7,5 km, servita da 7 vetture tipo STE3, alcune delle quali erano già state acquistate.
I lavori, iniziati, subirono varie battute di arresto, prima per problemi con la Soprintendenza, poi per una procedura d'infrazione dell'Unione europea.
Dopo la realizzazione del deposito e la posa della rotaia, della linea aerea e delle pensiline nella maggioranza del percorso, i lavori si bloccarono a causa di problemi finanziari e per modifiche progettuali al percorso originariamente previsto.
Il terremoto del 2009 diede il colpo di grazia; il progetto fu infine abbandonato e nel 2013 iniziarono i lavori di smantellamento della linea anche se, al 2021, in alcuni punti è ancora armata.

### Latina
A Latina venne progettata una linea Translohr, chiamata metro leggera, di circa 15 km per collegare la stazione di Latina al centro e ai quartieri litoranei di Nuova Latina (Q4) e Nascosa (Q5). I finanziamenti statali per il progetto vennero richiesti nel 2005; nell'ottobre 2009 vennero chiesti invece i fondi per un'altra linea dai nuovi quartieri al lido. 
Nel 2009 i 6 convogli, del tipo STE3, erano già stati prodotti ma non l'infrastruttura. Era stato perfino precisato il colore esterno dei mezzi, "azzurro costiero". Il progetto non avanzò a causa principalmente dell'insostenibilità economica. Nel 2016 il comune di Padova ha comprato per 4,5 milioni di euro e messo in servizio sulla sua rete i due convogli presenti nei depositi di Latina e mai utilizzati.

## Linee di prova
Tratte di prova esistono nello stabilimento della Lohr a Strasburgo e a Sakai (Giappone). Un'altra tratta di prova era presente nei pressi di Parigi, utilizzata per testare il modello S (che ha la particolarità di poter circolare svincolato dalla rotaia ed è pertanto dotato di sterzo).

## Svantaggi e problemi
Un primo evidente svantaggio del Translohr risiede nel fatto che è un sistema brevettato di proprietà esclusiva, prodotto da una sola azienda, pertanto è indispensabile rivolgersi ad essa nel caso si decida di costruire infrastrutture di questo tipo oppure di ampliare reti e flotte già esistenti e non è possibile indire appalti aperti a tutti i costruttori di tram e tranvie.
Non sono stati inoltre dichiarati i costi per la manutenzione e la sostituzione programmata degli pneumatici, prodotti esclusivamente dalla Michelin (gli pneumatici del Translohr di Clermont-Ferrand devono essere sostituiti ogni 60.000 km).
Un altro problema riscontrato è stata la pericolosità della rotaia per i ciclisti e i motociclisti: la presenza di due gole affiancate, anziché di una sola come nella rotaia tranviaria tradizionale, e la loro eccessiva larghezza creano notevoli problemi di stabilità ai veicoli a due ruote, quando queste incontrano la via del Translohr quasi parallelamente.
Siccome le ruote agiscono sulla strada sempre nella medesima posizione, sulle "piste" si produce un notevole deterioramento della piattaforma; ciò è già stato riscontrato nell'esercizio dei Bombardier GLT ed ha reso necessarie ampie riparazioni, di costo rilevante per il gestore. Il deterioramento è avvenuto anche nella rete Translohr di Clermont-Ferrand.
Per ovviare a tale problema, nelle nuove tratte di Padova e in tutta la rete di Venezia le "piste" sono state realizzate in cemento armato irruvidito superficialmente, il che dovrebbe permettere di evitare un rapido deterioramento delle stesse e la formazione di ormaie (avvallamenti).
Le "piste" (o piattaforme o solette) di Venezia sono larghe 2,1 metri e spesse 28 cm.
|  |  |

## Tranvia e Translohr a confronto
Il Translohr viene proposto dalla casa costruttrice come un'alternativa più economica e di più rapida realizzazione rispetto alle tranvie classiche; tali vantaggi però, finora, non sono stati dimostrati, anche perché, all'atto pratico, una linea di Translohr ha lo stesso impatto di una linea tranviaria. In un confronto tra i costi di costruzione della tranvia di Clermont-Ferrand realizzata con la tecnologia Translohr e della tranvia classica di Mulhouse la tranvia realizzata con la tecnologia Translohr ha un costo per km maggiore rispetto al costo della tranvia classica .

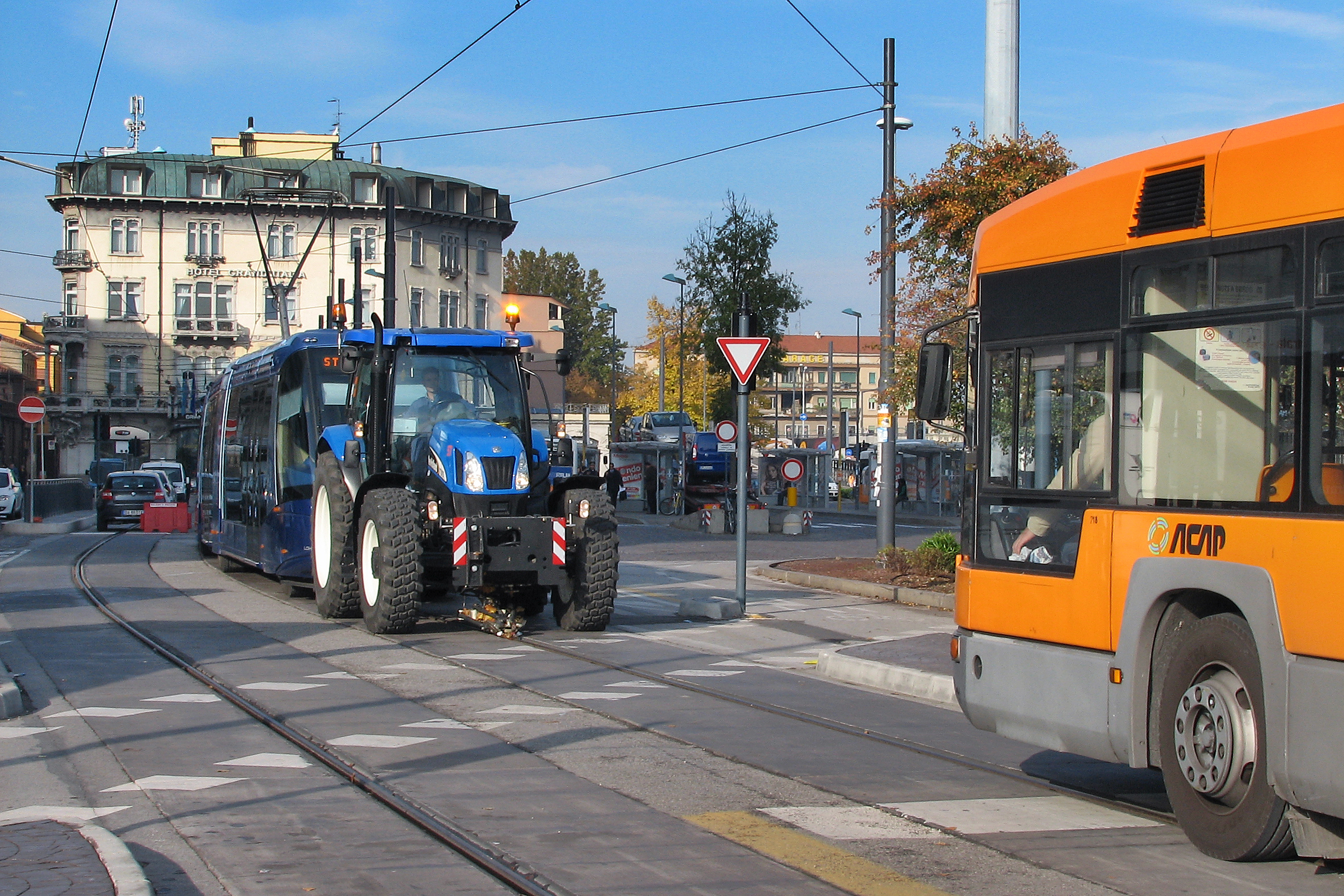
La vettura 14 del sistema di Padova trainata dal mezzo di soccorso 57 dopo il deragliamento del 29 ottobre 2007 avvenuto al capolinea Stazione FS.

L'ingombro di due Translohr affiancati è molto minore rispetto a quello tipico di due tram affiancati (5,41 metri contro 6,50 metri) ed i raggi di curvatura (10,5 metri) sono più stretti rispetto a quelli delle classiche tranvie, quindi le reti Translohr possono viaggiare anche in strade particolarmente strette e consentono di costruire depositi più piccoli a parità di numero di mezzi impiegati.
Durante la nevicata che ha avuto luogo a Padova il 19 dicembre 2009, con un accumulo di circa 15 cm di neve, i veicoli Translohr hanno circolato senza problemi.
Altri vantaggi, secondo le asserzioni della Lohr, sarebbero:

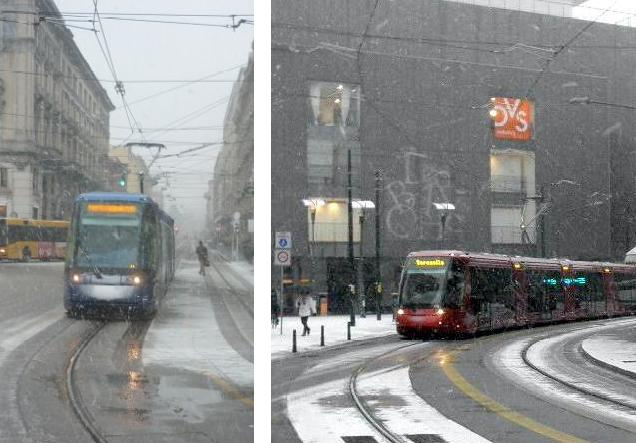
Translohr a Padova (a sinistra) e a Venezia (a destra) durante modeste nevicate

- la possibilità di affrontare rampe ripide (fino al 13%); in realtà anche i tram possono superare pendenze molto elevate, seppur inferiori, come a Sheffield o Tenerife[41], dove vengono raggiunte pendenze rispettivamente del 10% e 9,5%;
- l'impossibilità per il veicolo di essere soggetto a deragliamenti: quest'ultimo punto è però stato smentito dai fatti, dato che deragliamenti sono avvenuti sia a Clermont-Ferrand (2 ottobre 2006 e 10 gennaio 2011[50]), sia a Padova (per 6 volte; tra le cause anche problemi agli scambi[51][52]), sia a Tianjin (20 agosto 2007), sia a Mestre (5 ottobre 2014)[53] e Venezia (29 settembre 2021)[54];
- le opere di armamento, secondo il costruttore[39], sono ridotte e questo implica scavi meno profondi (circa 100 cm per le tranvie classiche, circa 30 cm per il Translohr); questo dato però non tiene conto di eventuali lavori per spostare i sottoservizi che interferiscono, ed inoltre è stato smentito dall'esperienza di alcune città ove le opere di armamento "sottili" si sono rivelate inadeguate a sostenere il carico da circolazione, richiedendo sottostrutture di ingombro comparabile a quello delle classiche tranvie;
- la rumorosità e le vibrazioni sono ridotte; tuttavia le vibrazioni in alcuni casi possono essere paragonabili a quelle di un autobus[55];
- il consumo di energia, secondo il costruttore[39], è inferiore del 5% rispetto a una tranvia classica, sebbene questa valutazione venga argomentata solo in virtù del peso ridotto del veicolo, confrontato con veicoli di peso maggiore.

## GLT e Translohr a confronto
Un sistema per certi versi simile al Translohr è il GLT (Guided Light Transit) della Bombardier. Entrambi i sistemi sono definiti come tram su gomma in quanto presentano ruote gommate e una rotaia guida. Tuttavia due sono le differenze principali: la disposizione delle ruotine guida metalliche (disposte a 90° per il GLT e a 45° per il Translohr) e la possibilità di circolare svincolati dalla rotaia che è prerogativa solo del GLT.

Schema del Translohr: la rotaia in verde e le ruote metalliche in rosso
Schema del GLT: la rotaia in verde e le ruote metalliche in rosso.

## Precursori

### Sistema Larmanjat e Ewing
La cosiddetta monorotaia di Larmanjat prevedeva una rotaia centrale di guida e due piste laterali su cui correvano normali ruote non vincolate: nella locomotiva, che era a vapore, la trazione era fornita da queste ultime. Le ruote che agivano sulla rotaia centrale erano di tipo ferroviario a doppio bordino. Questa monorotaia è stata costruita a partire dal 1868 e il sistema si presenta simile a quello Translohr pur differendo nel tipo di rotaia usato, nella tecnologia generale e nella trazione. Le monorotaie Larmanajat sono state chiuse definitivamente nel 1875.
Anche il sistema monorotaia Ewing era simile al sistema Translohr. Il sistema Ewing era formato da veicoli dotati di ruote, che insistevano sulla rotaia centrale e da altre due ruote esterne, poste su un solo lato, per mantenere l'equilibrio. Il sistema può considerarsi simile a quello di Larmanjat e Translohr, con la differenza che il sistema Ewing è asimmetrico, in quanto i veicoli hanno le ruote di appoggio su un solo lato, mentre il sistema Larmanjat e Translohr le prevedono su entrambi i lati. Tuttavia nella ferrovia Ewing solamente il 4-5% del peso cadeva sulle ruote di appoggio, mentre il restante 95/96% veniva scaricato sulla rotaia per ridurre l'attrito volvente. Nei veicoli Translohr, invece, il peso è totalmente scaricato sulle ruote gommate. L'unica monorotaia Ewing fu la Patiala State Monorail Trainways situata nel Punjab in India che fu attiva dal 1910 al 1927.
|  |  |

### L'Autoguidovia
Il 28 luglio del 1929 venne inaugurata in Liguria l'autoguidovia, la quale collegava San Quirico di Genova al santuario della Madonna della guardia sul monte Figogna, rimasta attiva fino al 1967. L'infrastruttura dell'autoguidovia era costituita da due cordoli in calcestruzzo, larghi 25 cm, con delle rotaie che fungevano da guide. Le automotrici, con motore a benzina, erano dotate di ruote in gomma piena dotate di bordino come quello delle ruote ferroviarie: le gomme, che sopportavano il peso dei veicoli, rotolavano sui cordoli in calcestruzzo posti esternamente alle rotaie; le rotaie invece, a scartamento metrico, guidavano le vetture, permettendo di mantenere la traiettoria costante come nelle classiche ferrovie grazie al bordino delle ruote. L'autoguidovia, pur con le sostanziali differenze tecnologiche (ad esempio la presenza di ruote in gomma piena con bordino), può essere considerata anch'essa una precorritrice del Translohr.